# Meteorus latipennis
Meteorus latipennis är en stekelart som beskrevs av De Saeger 1946. Meteorus latipennis ingår i släktet Meteorus och familjen bracksteklar. Inga underarter finns listade i Catalogue of Life.